# 위시업
《위시업》(Status Update)은 미국에서 제작된 스콧 스피어 감독의 2018년 뮤지컬, 코미디, 멜로/로맨스 영화이다. 로스 린치 등이 주연으로 출연하였고 제니퍼 깁곳 등이 제작에 참여하였다.
이 영화는 2018년 3월 23일 한정 개봉되었으며 2018년 3월 30일 버티컬 엔터테인먼트에 의해 주문형 비디오(VOD)를 통해 개봉되었다.

## 출연

### 주연
- 로스 린치
- 올리비아 홀트

### 조연
- 코트니 이튼
- 하비 길렌
- 그레그 설킨
- 브렉 베싱어
- 롭 리글
- 웬디 맥렌던 커비
- 존 마이클 히긴즈
- 앤드류 헤어

## 기타
- 미술: 리즈 케이
- 의상: 로레인 카슨
- 배역: 닐리 아이젠슈타인
- 배역: 모린 웹